# Elisabeth Kübler Ross
Elisabeth Kübler-Ross (Zurigo, 8 luglio 1926 – Scottsdale, 24 agosto 2004) è stata una psichiatra svizzera naturalizzata statunitense, famosa per il suo lavoro pionieristico negli studi sulla pre-morte e per essere autrice del libro più venduto a livello internazionale, On Death and Dying (1969). In questo lavoro fondamentale, ha introdotto la sua teoria delle cinque fasi del dolore, comunemente nota come "modello Kübler-Ross".
Nel 1970, Kübler-Ross tenne la prestigiosa Ingersoll Lecture all'Università di Harvard, dove si concentrò sulle intuizioni di On Death and Dying. Nel luglio 1982 aveva insegnato a 125.000 studenti in corsi sulla morte e sul morire in vari college, seminari, scuole di medicina, ospedali e istituti di assistenza sociale. In riconoscimento dei suoi contributi, nel 1999 la Biblioteca pubblica di New York ha nominato On Death and Dying uno dei suoi "Libri del secolo" e la rivista Time l'ha inclusa nella sua lista dei "100 pensatori più importanti" del 20º secolo.
Nel corso della sua illustre carriera, Kübler-Ross ha ricevuto oltre 100 premi, tra cui venti lauree honoris causa, ed è stata inserita postuma nella National Women's Hall of Fame nel 2007. La sua vasta opera comprende 24 libri, che hanno venduto complessivamente oltre 10 milioni di copie e stato tradotto in 44 lingue. I suoi archivi rimanenti sono ospitati presso la Green Library dell'Università di Stanford, dove sono disponibili per lo studio.

## Biografia
Dopo gli studi in Svizzera, nel 1958 si è trasferita negli USA dove ha lavorato per molti anni presso l'Ospedale Billings di Chicago. Dalle sue esperienze con i malati terminali ha tratto il libro La morte e il morire pubblicato nel 1969, che ha fatto di lei una vera autorità sull'argomento. Celebre la sua definizione delle cinque fasi di reazione alla prognosi mortale: diniego (denial and isolation), rabbia (anger), negoziazione (bargaining), depressione (depression), accettazione (acceptance). Chiave del suo lavoro è la ricerca del modo corretto di affrontare la sofferenza psichica, oltre che quella fisica.
Usava anche praticare la tecnica dell'uscita fuori da corpo (OBE), che aveva appreso da Robert A. Monroe. Negli anni settanta ha tenuto numerosi seminari e conferenze.

### Le cinque fasi dell'elaborazione del lutto
Il suo "modello a cinque fasi", elaborato nel 1969, permette di capire le dinamiche mentali più comuni della persona cui si è diagnosticata una malattia terminale. Gli psicoterapeuti lo hanno trovato valido anche quando si debba elaborare un lutto affettivo o ideologico.
Essendo questo un modello a fasi e non a stadi, le fasi possono alternarsi e ripresentarsi più volte, con varia intensità e senza un ordine preciso: le emozioni non seguono regole ma, come si manifestano, così svaniscono, magari miste e sovrapposte.
1. Negazione/rifiuto: "Ma è sicuro, dottore, che le analisi siano esatte?", "Non è possibile, si sbaglia!", "Non ci posso credere" sono le parole più frequenti davanti alla diagnosi di una patologia grave e spesso anche mortale. In questa fase, il paziente usa come meccanismo di difesa il rigetto dell'esame di realtà, e ritiene impossibile avere quella malattia. Il rifiuto psicotico della verità sul suo stato di salute può essere utile al malato per proteggerlo dall'eccessiva ansia di morte e per prendersi il tempo necessario a organizzarsi, ma, con il progredire della malattia, tale difesa diventa sempre più debole, a meno che non s'irrigidisca toccando livelli ancor più psicopatologici.Strada intitolata a Kübler-Ross in Svizzera

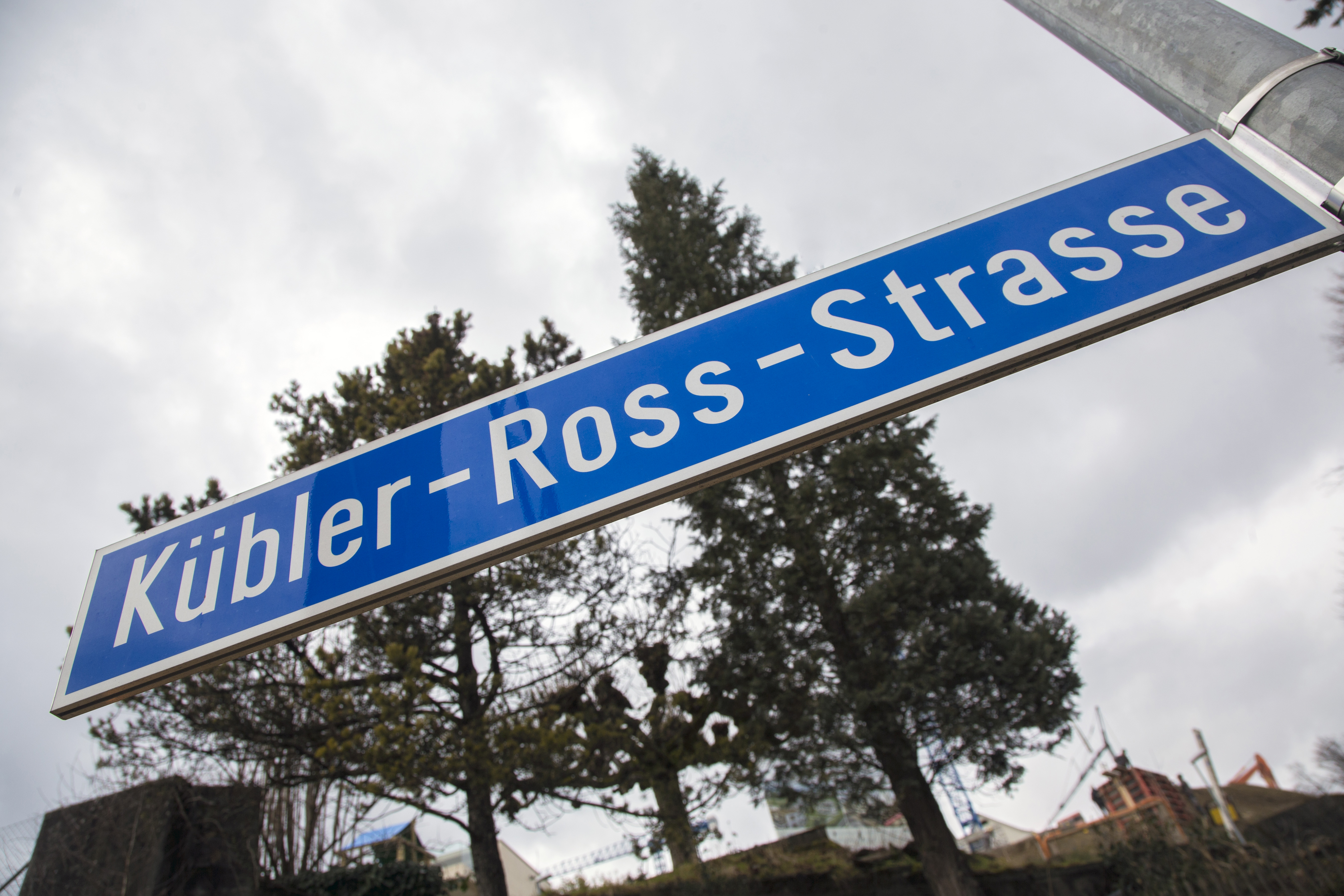
Strada intitolata a Kübler-Ross in Svizzera

2. Rabbia: incominciano a manifestarsi emozioni forti quali rabbia, paura e disperazione, che esplodono in tutte le direzioni, investendo i familiari, il personale ospedaliero, persino Dio, e che sono espresse con domande tipiche come "Perché proprio a me?". È una fase molto delicata dell'iter psicologico e relazionale del paziente, e rappresenta un momento critico che può essere il momento di massima richiesta di aiuto, ma anche il momento del rifiuto, della chiusura e del ritiro in sé.
3. Contrattazione/patteggiamento: la persona comincia a verificare cosa può fare e in quali progetti può investire la speranza, cominciando una specie di negoziato che, a seconda dei valori personali, si può instaurare con parenti e amici, o con figure religiose. "Se prendo le medicine, crede che potrò...", "Se guarisco, poi farò...". Con questo, la persona riprende il controllo della sua vita e cerca di riparare il riparabile.
4. Depressione: il paziente comincia a prendere consapevolezza delle perdite che sta subendo o sta per subire. Questa fase, che di solito si manifesta quando la malattia progredisce e il livello di sofferenza aumenta, viene distinta in due tipi di depressione: una reattiva e una preparatoria. Quella reattiva è conseguente alla presa di coscienza di quanto alcuni aspetti della propria identità, della propria immagine corporea, del proprio potere decisionale e delle proprie relazioni sociali, sono andati persi. Quella preparatoria, invece, ha un aspetto anticipatorio rispetto alle perdite che si stanno per subire. In questa fase della malattia la persona non può più negare la sua condizione di salute, e incomincia a prendere coscienza che la ribellione non è possibile, per cui la negazione e la rabbia vengono sostituite da un forte senso di sconfitta. Quanto maggiore è la sensazione dell'imminenza della morte, tanto più probabile è che la persona viva fasi di depressione.
5. Accettazione: quando il paziente ha avuto modo di elaborare quanto sta succedendo intorno a lui, arriva a un'accettazione della propria condizione e a una consapevolezza di quanto sta per accadere; durante questa fase possono sempre e comunque essere presenti livelli di rabbia e depressione, che però sono di intensità moderata. Il paziente tende a essere silenzioso e a raccogliersi, e sono frequenti momenti di profonda comunicazione con i familiari e con le persone che gli sono accanto. Arriva dunque il momento dei saluti e della restituzione a chi è stato vicino al paziente, oltre che del "testamento" e della sistemazione di quanto può essere sistemato, in cui si prende cura dei propri "oggetti" (sia in senso pratico, sia in senso psicoanalitico). La fase dell'accettazione non coincide necessariamente con lo stadio terminale della malattia o con la fase pre-morte, momenti in cui i pazienti possono comunque sperimentare diniego, ribellione o depressione.

Il modello a cinque fasi ha ricevuto alcune critiche da parte degli accademici che si oppongono agli approcci che lo applicano universalmente a tutti i gruppi in lutto o sostengono che il dolore dovrebbe essere espresso in un determinato numero di fasi rigidamente lineari. Kübler-Ross, con il collega David Kessler in On Grief and Grieving, ha anche avvertito che le fasi "non sono fermate su una linea temporale lineare nel dolore. Non tutti le attraversano tutte o in un ordine prescritto". Kellehear ha risposto ai critici nell'introduzione dell'edizione del 40º anniversario di "On Death & Dying" quanto segue, "la cosiddetta <<teoria delle fasi>> che leggerete in questo libro è apertamente descritta e discussa come un dispositivo euristico. In altre parole , queste fasi sono semplicemente un insieme di categorie isolate artificialmente e descritte separatamente in modo che l'autore possa discutere ciascuna di queste esperienze in modo più chiaro e semplice. Il lettore attento noterà i ripetuti avvertimenti di Kübler-Ross sul fatto che molte di queste "fasi" si sovrappongono e si verificano insieme, o addirittura che alcune reazioni mancano del tutto. Per enfatizzare questo modo condizionato di considerare le fasi, la parola "fasi" è stata addirittura messa tra virgolette per enfatizzare la loro natura provvisoria nell'unica rappresentazione schematica di queste idee nel libro."
Negli anni '80, un numero crescente di aziende iniziò a utilizzare il modello delle cinque fasi per spiegare le reazioni al cambiamento e alle perdite. Questa è ora conosciuta come "Curva di cambiamento di Kübler-Ross"®️ ed è utilizzata da un'ampia varietà di aziende Fortune 500 negli Stati Uniti e a livello internazionale. Kübler-Ross Change Curve® è un marchio registrato della sua famiglia che attualmente gestisce la sua eredità.
Da notare come la sua esperienza l'abbia condotta a convincersi come la morte non sia la fine di tutto, come ella stessa argomenta, tra l'altro, nel suo testo La morte è di vitale importanza - Riflessioni sul passaggio dalla vita alla vita dopo la morte.

### Ultimi anni e morte

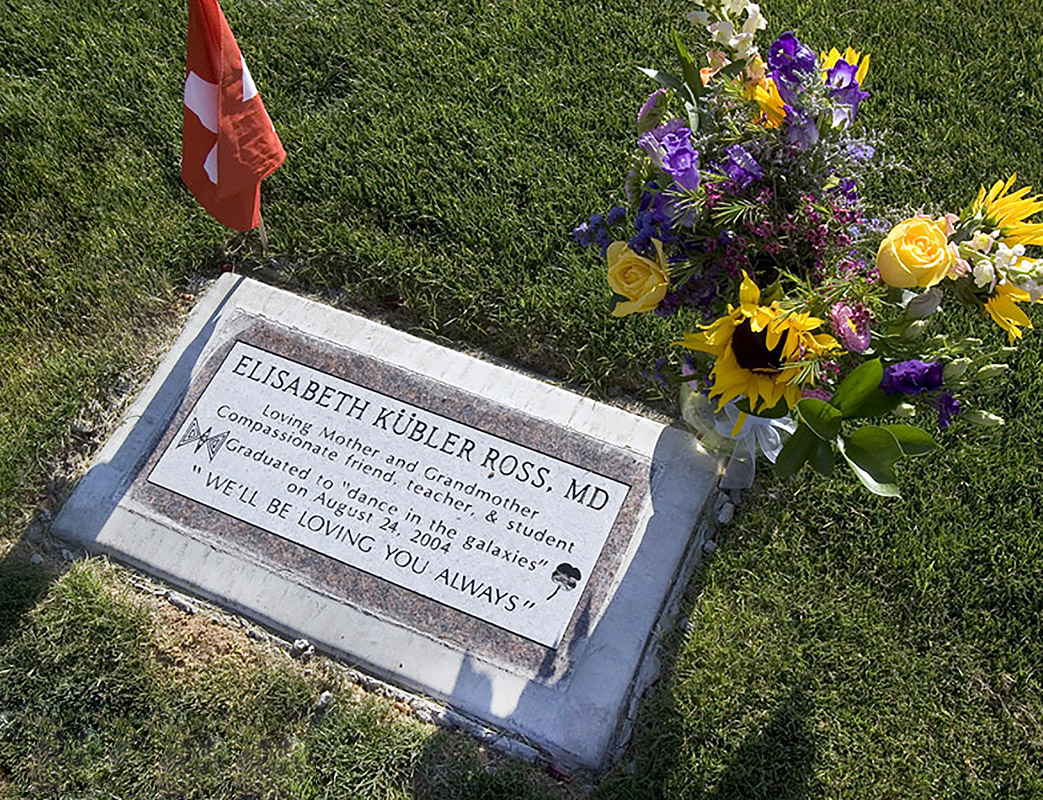
Lapide Kübler-Ross in Arizona

Kübler-Ross ha subito una serie di ictus dal 1987 al 1994, nessuno dei quali le ha imposto limitazioni fisiche durature. In seguito all'incendio di una casa in Virginia il 6 ottobre 1994 e al successivo attacco ischemico transitorio (TIA), si trasferì a Scottsdale, in Arizona. Durante questo periodo, la Healing Waters Farm e l'Elisabeth Kübler-Ross Center cessarono le attività a Headwaters, in Virginia. Il mese successivo acquistò una residenza nel deserto vicino a Carefree, in Arizona. Dopo aver subito un ictus più grave nel maggio 1995, si ritrovò a vivere su una sedia a rotelle e desiderava poter determinare l'ora della sua morte.
Nel 1997 Oprah Winfrey volò in Arizona per intervistare Kübler-Ross e discutere con lei se lei stessa stesse attraversando le cinque fasi del dolore. Nel luglio 2001 si recò in Svizzera per festeggiare il suo ultimo compleanno (il suo 75º) con le sue tre sorelle. Dopo gli eventi dell'11 settembre, Time l'ha portata a New York per coprire potenzialmente il processo di lutto collettivo della città. Dal 2002 all'agosto 2004 ha risieduto in una casa di cura sotto assistenza hospice, trascorrendo lì i suoi ultimi giorni.
Kübler-Ross morì con i suoi due figli al suo fianco a Scottsdale il 24 agosto 2004, all'età di 78 anni, per cause naturali. Fu sepolta nel cimitero dei Paradise Memorial Gardens a Scottsdale. Dopo la scomparsa di Elisabeth, Muhammad Ali ha condiviso le sue riflessioni sulla sua vita nel libro Tea with Elisabeth dicendo: "Elisabeth ci ha insegnato che l'autorealizzazione è una parte importante per comprendere il significato della vita... Non è una coincidenza... che la donna che ha insegnato ci ha parlato così tanto della morte, e il morire come processo è stata davvero la campagna della vita."
Nel 2005 suo figlio, Ken Ross, ha fondato la Fondazione Elisabeth Kübler-Ross a Scottsdale, in Arizona. Il marchio "Elisabeth Kübler-Ross", insieme a tutti i diritti d'autore associati e altri marchi associati a Kübler-Ross, è gestito e controllato dai suoi figli attraverso la società a responsabilità limitata della famiglia Elisabeth Kübler-Ross.
La Fondazione Elisabeth Kübler-Ross continua il suo lavoro attraverso una serie di capitoli internazionali in tutto il mondo. Ha ricevuto numerosi premi e riconoscimenti durante la sua carriera, comprese lauree honoris causa da varie università, ed è presente in una mostra fotografica presso la sede della Virginia della National Hospice and Palliative Care Organization (NHPCO). L’American Journal of Bioethics ha dedicato l’intero numero di dicembre 2019 al cinquantesimo anniversario del suo primo libro, "On Death and Dying."

## Eredità dei media e della cultura popolare

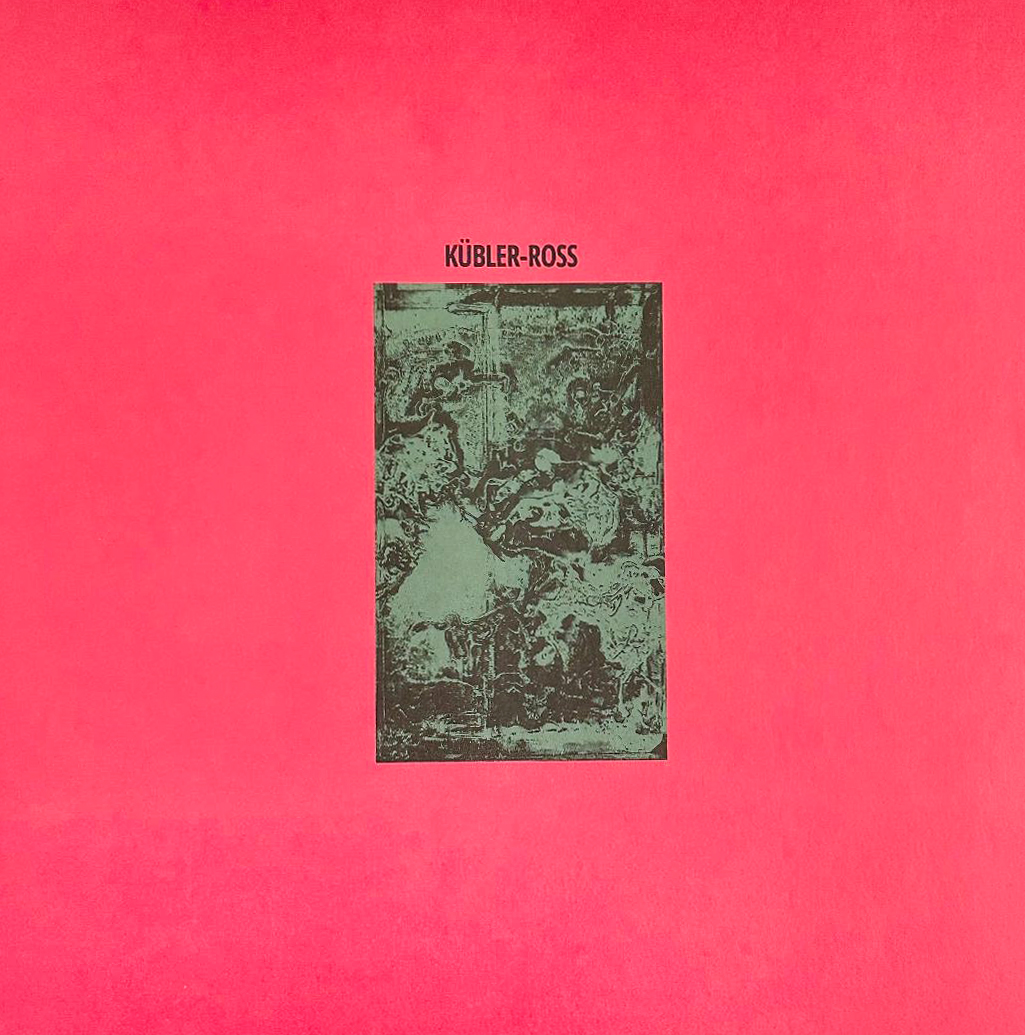
L'album "Kübler-Ross" del gruppo musicale "Kübler-Ross" 2023

L'influenza di Elisabeth Kübler-Ross è stata significativa nella cultura popolare, in particolare nell'industria musicale dopo la sua scomparsa. Numerosi artisti e gruppi musicali hanno reso omaggio a Kübler-Ross con le loro opere creative. Nel 2006, The Gnomes ha pubblicato una traccia intitolata "Elisabeth Kübler-Ross has Died". Canzoni come "Kübler-Ross" hanno preso il suo nome da artisti tra cui: Matthew B Everett (2008), Chuck Wilson (2010), Elephant Rifle (2010), Permute (2010), Harry Santos (2011), Taylor Whitelow of the Youth (2012), Huga Dena (2013), Mic Lanny & James Rock (2014), Dominic Moore (2015), Alp Aybers (2020), Audio Medic (2021), O Size (2022), Kübler-Ross la banda (2020), Norro (2024), soph (2024), INbrott (2024). Inoltre, canzoni chiamate "Kübler-Ross Model" o "The Kübler-Ross Model" sono state pubblicate dai seguenti musicisti: Matt Elliott (2008), Rituals (2012), Kaapin (2015) e Simon Morgan (2019).. Trentacinque band diverse hanno pubblicato una canzone chiamata "Stage of Grief" o "Five Stages of Grief" tra il 2008 e il 2024. In particolare, la band di Oxford Spring Offensive ha incorporato estratti della voce di Kübler-Ross tre volte nella loro ballata rock di 13:22 minuti 'The First of Many Dreams About Monsters', una canzone del 2010 sul dolore, la morte e la morte del cantante. madre."
Oltre alle canzoni, diversi album hanno preso il suo nome come "Kübler-Ross Experiments" di Alex Temple (2012), "Kübler-Ross Dream Cycle" di Kauma (2013), "Kübler-Ross Model" di BellNotchPeak (2014), EP "Kübler-Ross Model" di What I Reflect (2016), EP "Kübler-Ross" di JDuBTheProducer (2016), "Kübler-Ross" di lav火山 (2020), "The Kübler-Ross Model" di Marcellus Wright (2020), "Kübler-Ross" di Liquid Project (2021), "Kübler-Ross" di Chine Drive (2023), Album "Kübler-Ross Soliloquies" di Deadbeat (2023), album "Kübler-Ross" di Coachello (2024) e album "Kübler-Ross (Five Stages of Grief)" di Saint Juvi (2024), con alcuni di questi album EP di 5 canzoni con una canzone che prende il nome da ogni fase.
Diversi artisti musicali hanno anche intitolato album basati sui libri di Kübler-Ross, come "Beyond the Shores (On Death & Dying)" di Shores of Null (2020) e "Wheel of Life" del sassofonista giapponese Sadao Watanabe. L'album di Marina del 2019 "Love & Fear" trae ispirazione diretta dalla filosofia di Kübler-Ross, come notato in numerose interviste.
L'impatto di Kübler-Ross si estende anche ai nomi delle band, con KÜBLER ROSS, una band punk svedese fondata da un'ex infermiera, e Kübler-Ross, una band synth/wave/industrial di Glasgow, Scozia, il cui album "Kübler-Ross" è stato nominato come Album dell'anno in Scozia nel 2021. Inoltre, nel 2014 è stato formato un gruppo rock matematico sudcoreano chiamato "Dabda", un acronimo che rappresenta le cinque fasi del dolore.
Nel 2024, Taylor Swift ha compilato una playlist Apple incentrata sulle cinque fasi del dolore.